# 病児保育
病児保育（びょうじほいく、英語:care of a sick child 、もしくはsick kids care）とは、体調に不安のある子供（熱発、嘔吐、湿疹など）を預かることである。

## 概要
但し他の子どもへの感染、波及なども懸念され、一般の保育所では断られるケースが多い。
保育所に通園している子どもが病気になったとき、仕事を休めない親に変わり病気の子どもの世話をするという意味で使われる。そういった子どもの保育を施設で預かる「施設型」と、自宅で行う「訪問型」に分類される。
病児保育は、発熱や嘔吐・下痢などの症状（ウイルス感染症が多い）により一般の保育園・幼稚園・学校などに出席できない子どもを、仕事中の親に代わって日中の病児保育を行うものであり、安全に十分配慮しつつ、症状が悪化した際には、医師の診察を依頼するかどうかの判断をしなければならないなど、高度な観察力、対応力が要求されるため、健康な子どもを預かるベビーシッターとは異なる。また、病児保育は、子どもの健康回復と生活の質を保障することはもちろん、家庭での看護を具体的に示し、親子のきずなを深め、親が自らの子育てに自信を持ち、自らの健康生活をプロモートすることに寄与する等から、「究極の子育て支援」であるといわれている。

## 病児保育事業
第六条の三第１３項　この法律で、病児保育事業とは、保育を必要とする乳児・幼児又は保護者の労働若しくは疾病その他の事由により家庭において保育を受けることが困難となつた小学校に就学している児童であつて、疾病にかかつているものについて、保育所、認定こども園、病院、診療所その他厚生労働省令で定める施設において、保育を行う事業をいう。
—児童福祉法
厚生労働省が発行する保育所保育指針により、平成12年度（2000年）から病児保育が、正式に定義づけられ、全国病児保育協議会の働きで国も病児保育に対して積極的に取り組む方向にあり、健康21プランを通して公的補助の枠も年を経るごとに拡大してきている。
子ども子育てビジョン（平成22年1月29日閣議決定）では、「平成26年度までに、体調不良児対応型は、すべての保育所において取組みを推進」するとされている。「体調不良時対応型」とは、保育所において保育中に微熱を出すなど体調不良を起こした子どもを親が迎えに来るまで、看護師等が適切な保育とケアを行うことを言う。
病児保育は、民間の小規模な保育ルームのようなところから、病院内に設けられている病児保育の専門部門のようなところまでかなりの幅がある（特に看護師向けというわけではない。）。

## 施設型と訪問型
病児保育では、大きく施設型と訪問型に分類される。
施設型とは、親が病気の子どもを施設に連れて行き、病児保育施設にて預かるものである。
子どもにとっては、環境は異なるものの、他の子どもと交流したりすることもできる。
訪問型とは、保育者が病気の子どもがいる家庭に訪問し、家庭の中で病児保育のケアを行うものである。
子どもにとっては普段と同じ環境で保育を受けることができることから、心理的な安心感を持って保育を受けることができる。

## 従事者
病児保育を行う者を「病児保育士」と呼ぶことが多いが、病児保育士という国家資格はなく、あくまで病児保育を行う者の総称である。現時点で、病児保育関連の資格としては、一般社団法人全国病児保育協議会（主に施設型の団体が加盟）が認定する、2013年度から創設された「病児保育専門士」と、一般財団法人日本病児保育協会が認定する、2013年度から創設された「認定病児保育スペシャリスト」がある。前者の「病児保育専門士」は、受験資格として、保育士または看護師であること、かつ2年以上の実務経験が前提となっている。すなわち、保育あるいは看護のプロが、さらに「病児保育」という専門領域に進んで獲得する資格である。一方、「認定病児保育スペシャリスト」は、前提となる資格や実務経験は不要で、だれでも受験でき、また、全13回のweb講義を最短1か月で受講可能である。その後、1次試験、24時間の実習経験、認定試験を経て資格取得となる。 病児保育の資格ではないが、類似するものとして、主に入院中の病児をケアする仕事である、医療保育士（厚生労働省の定める国家資格）、医療保育専門士（日本医療保育学会認定）などがある。アメリカ合衆国では、これにあたるものをチャイルドライフスペシャリスト(英語版)という。

## 各メディアの取り上げ
- 漫画
  - 37.5℃の涙（2014年（平成26年）、FLOWER COMICS - 小学館）
- テレビドラマ
  - 37.5℃の涙（2015年（平成27年）、TBS）